# Nigel Worthington
Nigel Worthington (Ballymena, 4 novembre 1961) è un ex calciatore e allenatore di calcio nordirlandese, di ruolo difensore, commissario tecnico della Nazionale nordirlandese dal 2007 al 2011.

## Palmarès

### Giocatore

#### Competizioni nazionali
- Coppa d'Irlanda: 1

Ballymena: 1980-1981
- Ulster Cup: 1

Ballymena: 1980-1981

### Allenatore

#### Competizioni nazionali
- Campionato inglese di seconda divisione: 1

Norwich City: 2003-2004